# Чижовка (Слуцкий район)
Чижовка (бел. Чыжоўка) — деревня в Слуцком районе Минской области Беларуси. Относится к Беличскому сельсовету.

## История
В 1909 году деревня относилась к Царевской воласти, было 102 двора, 780 жителей. На 1 января 1998 года - 129 дворов, но всего 257 жителей. 
Установлен памятник на могиле погибшего партизана Адама Андреевича Кульбицкого (1891-1943).

## Инфраструктура
В деревне есть магазин